# 양산 통도사 함풍11년명 칠성탱
양산 통도사 함풍11년명 칠성탱(梁山 通度寺 咸豊十一年銘 七星幀)은 대한민국 경상남도 양산시 하북면, 통도사에 있는 조선시대의 불화이다. 
2002년 12월 27일 경상남도의 유형문화재 제382호 통도사 함풍11년 칠성탱으로 지정되었다가, 2018년 12월 20일 현재의 명칭으로 변경되었다.

## 개요
통도사에 보존되어 있는 칠성탱인데, 칠성탱은 칠성(七星)을 불교의 호법선신(護法善神)으로 수용하고 이를 의인화하여 묘사한 그림이다.
이 칠성탱은 치성광여래삼존도(熾盛光如來三尊圖), 삼태육성이십팔수도(三台六星二十八宿圖), 칠성도(七星圖) 등이 묘사되어 있다.
치성광여래삼존도는 면 바탕에 채색하여 그려진 것으로, 화면 중앙에 치성광여래좌상이 있고 그 왼쪽에는 일광보살이 오른쪽에는 월광보살이 솟아오른 연꽃 위에 녹청색의 베를 깔고 앉아 있다.
삼태육성이십팔수도는 비단 바탕에 채색하여 그려진 것으로, 화면 하단 중앙에 삼태육성 도상이 이 탁자 위에 얹힌 향로를 중심으로 서 있고, 그들 주변에는 파상형의 서기(瑞氣)가 부채꼴처럼 에워싸 있다. 그리고 위쪽 화면 상단에는 운문에 싸인 28수(宿) 도상이 2열로 둘러싸 있다. 화면의 최상단 배경에는 먹색으로 바른 천공에 자색과 녹색의 운문을 메우고 있다.
칠성도 5폭은 모두 모시 바탕에 채색하여 그려진 것으로, 표현기법이 거의 유사하다. 화면 중앙에 본존이 가부좌를 하고 연화좌 위에 앉아 있고, 본존의 왼쪽에는 녹색 옷을 입은 권속이 두 손으로 홀을 쥐고 시립하고 있다.
이 칠성탱은 치성광여래삼존도의 화면 아랫부분 중앙에 있는 기록에 의하면 ‘함풍 11년’, 즉 1861년에 제작되었음을 알 수 있다.
통도사 함풍11년 칠성탱은 본래 9폭으로 이루어진 작품이나 2폭이 결실되어 7폭만이 남아있다. 작품의 보존상태가 전반적으로 양호하며, 화풍도 섬세하여 조선후기 칠성각에 봉안된 칠성탱의 도상연구에 중요한 학술적 자료로 평가된다.

## 같이 보기
- 통도사

## 참고 자료
- 양산 통도사 함풍11년명 칠성탱 - 국가유산청 국가유산포털